# دیمیتریوس توفالوس
دیمیتریوس توفالوس (یونانی: Δημήτριος Τόφαλος؛ ۱۴ آوریل ۱۸۸۴ – ۱۵ نوامبر ۱۹۶۶) ورزشکار وزنه‌برداری اهل یونان بود.
وی در مسابقات کشوری و بین‌المللی در مجموع برندهٔ ۱ مدال طلا شده‌است.